# Нариманов (Гомельская область)
Нариманов (бел. Міхалёў, Нарыманаў; до 1929 года — Михалёв) — упразднённый посёлок в Хойникском районе Гомельской области Беларуси. Входил в состав Алексичского сельсовета. В связи с радиационным загрязнением после катастрофы на Чернобыльской АЭС жители переселены в чистые места.

## История

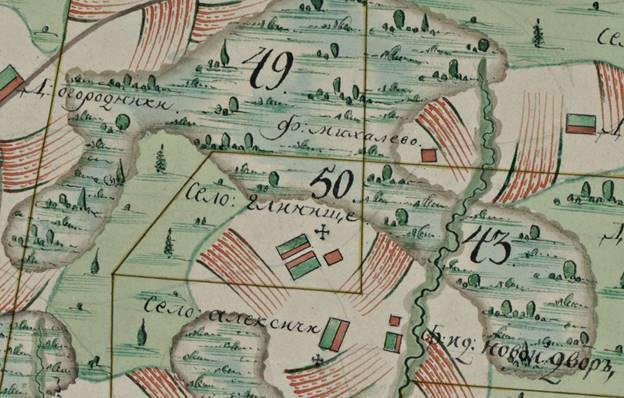
Двор Михалев на схематичном плане Речицкого повета 1800 г.

Ещё в 1782 году пан Богуслав Леопольд Оскерко разделил свои обширные владения между сыновьями. Из документа «Камеральное описание пришедшей от Минской и Волынской губернии к Черниговскому наместничеству части и устроенной в ней Речицкой округи» 1796 г., составленном на основании ревизии 1795 года, узнаём, что поручику кавалерии войск польских Михалу Оскерко принадлежали «двор Михалёв, деревня Моклище, село Старч, деревня Мутижер». В шляхецкой ревизии 1811 года подтверждено и дополнено: Михал Оскерко* и его сыновья Альбин, Викентий, Ян Антоний, Эразм были владельцами двора Михалёв и селений Старч, Мутижер, Моклище, в которых насчитывалось 130 душ мужского пола.
В 1876 году Михалёв — поместье в Юровичской волости Речицкого уезда Минской губернии, собственность панов Александровичей. В 1889 году поместье, 3704 десятины земли, владение Баглей Марии Александровны. В 1909 году фольварк той же волости и уезда.
В 1926 году Михалёв или Нариманов-Михалёвский — посёлок, в Моклищанском сельсовете Юровичского района Речицкого, с 9 июня 1927 года Мозырского округов, с 10 ноября 1927 года в Алексичском сельсовете того же района и округа (до 26 июля 1930 года), с 8 июля 1931 года в Хойникском районе, с 20 февраля 1938 года в Полесской, с 8 января 1954 года Гомельской областях. В 1932 году существовал колхоз «Нариманов», в котором состояло 7 семей колхозников, 131 га земли.
Решением Хойникского районного Совета депутатов от 20 сентября 2011 г. № 68 "Об упразднении сельских населённых пунктов Хойникского района" посёлок Нариманов Алексичского сельсовета упразднён.

## Население

### Численность
- 2004 год — жителей нет

### Динамика
- 1870 год — 40 ревизских душ крестьян
- 1897 год — в поместье 14 жителей (согласно переписи)
- 1909 год — 16 жителей
- 1926 год — 11 хозяйств, 44 жителя
- 1959 год — 106 жителей (согласно переписи)
- 1970 год — 101 житель
- 2004 год — жителей нет